# Томашовский сельский совет (Недригайловский район)
Томашовский сельский совет (укр. Томашівська сільська рада) — входит в состав Недригайловского района Сумской области Украины.
Административный центр сельского совета находится в с. Томашовка.

## Населённые пункты совета
- с. Томашовка
- с. Беседовка
- с. Закроевщина
- с. Корытище
- с. Косенки